# Asun Garikano
Asun Garikano Iruretagoiena (Tolosa, Guipúzcoa, 1962) es una traductora literaria vasca, escritora y profesora en el programa IRALE. 

## Trayectoria
Licenciada en Filología Vasca.
Como autora destaca Far Westeko Euskal Herria (Pamiela, 2009), libro que recoge las vivencias de los emigrantes vascos asentados en el Lejano Oeste desde la época de la fiebre del oro (1848-1855).
Como traductora se destaca por sus traducciones al euskera de autores de la literatura universal: Stevenson, Faulkner, Steinbeck, Orwell y Mérimée. Es también la traductora habitual de los libros de Bernardo Atxaga al castellano, en colaboración con el autor.
Trabaja como profesora y es editora de Erlea, la revista literaria de la Academia de la Lengua Vasca.

## Vida personal
Se casó con Bernardo Atxaga en 2002, con quien tiene dos hijas. 

## Traducciones

### Al euskera
- 1991 y 2008. Robert Louis Stevenson Altxor uhartea

- 1992. William Faulkner Hotsa eta ardaila
- 1999. Patricia Highsmith Ripleyren jokoa (1995) y Ripley trebea
- 1992. Prosper Mérimée Carmen
- 1994. John Steinbeck Zeruko belardiak

### Al castellano
- 2004. En colaboración con el autor, Bernardo Atxaga, El hijo del acordeonista
- 2009. En colaboración con el autor, Bernardo Atxaga, Siete casas en Francia
- 2020. En colaboración con el autor, Bernardo Atxaga, Casas y tumbas.[3]

## Otras obras
- Far Westeko Euskal Herria, 2009.
- Kaliforniakoak (1533-1848), 2013 (Pamiela).